# Lycium tetrandrum
Lycium tetrandrum ist eine Pflanzenart aus der Gattung der Bocksdorne (Lycium) in der Familie der Nachtschattengewächse (Solanaceae).

## Beschreibung
Lycium tetrandrum ist ein 1 bis 3 m hoher, starrer, stark verzweigter und stark stacheliger, diözischer Strauch. Seine Laubblätter sind sukkulent und unbehaart. Sie werden 10 bis 15 mm lang und 2 bis 3 mm breit.
Die Blüten sind vier- oder fünfzählig. Der Kelch ist röhrenförmig und unbehaart. Die Kelchröhre wird 2,5 bis 3 mm lang und ist mit 0,5 bis 0,8 mm langen Kelchzipfeln besetzt. Die Krone ist halbkugelförmig und spreizend. Sie ist cremeweiß gefärbt, gelegentlich sind die Kronlappen blassviolett und die Adern purpurn gefärbt. Die Basis der Staubfäden ist filzig behaart.
Die Frucht ist eine rote, kugelförmige Beere mit einem Durchmesser von 3 mm.
Die Chromosomenzahl beträgt 2n = 72.

## Vorkommen
Die Art ist auf dem Afrikanischen Kontinent verbreitet und kommt dort in Südafrika in den Provinzen Westkap und Nordkap sowie in Namibia vor.

## Belege
- J.S. Miller und R.A. Levin: Lycium tetrandrum. In: Project Lycieae